# Copa Unicum
La Copa Unicum es una competición de waterpolo masculino para selecciones internacionales que se celebraba en Hungría. Se celebra anualmente.
Este torneo está supervisado por la Liga Europea de Natación.
A partir del año 2010, la copa pasa a denominarse Copa Vodafone (Vodafone Cup).

## Palmarés
Estos son los ganadores de Copa:
| N.º   | Año  | Oro               | Plata               | Bronce         |
| ----- | ---- | ----------------- | ------------------- | -------------- |
| XVIII | 2013 | Montenegro        | Grecia              | Hungría        |
| XVII  | 2012 | Hungría           | Australia           | España         |
| XVI   | 2011 | Hungría           | Grecia              | Alemania       |
| XVI   | 2010 | Hungría           | Alemania            | España         |
| XV    | 2009 | Serbia            | Hungría             | Alemania       |
| XIV   | 2008 | Hungría           | Croacia             | Alemania       |
| XIII  | 2007 | Hungría           | Croacia             | España         |
| XII   | 2006 | Hungría           | Rusia               | Países Bajos   |
| XI    | 2005 | Hungría           | Rusia               | Canadá         |
| X     | 2004 | Hungría           | España              | Alemania       |
| IX    | 2003 | Hungría           | Serbia y Montenegro | Estados Unidos |
| VIII  | 2002 | Hungría           | Yugoslavia          | Italia         |
| VII   | 2001 | Selección Mundial | Hungría             | -              |
| VI    | 2000 | Hungría           | Croacia             | Kazajistán     |
| V     | 1999 | Hungría           | España              | Australia      |
| IV    | 1998 | Yugoslavia        | Hungría             | Países Bajos   |
| III   | 1997 | Hungría           | España              | Italia         |
| II    | 1996 | Croacia           | Hungría             | Rusia          |
| I     | 1995 | Australia         | Hungría             | Italia         |